# Utah Jazz
Gli Utah Jazz sono una delle trenta squadre di pallacanestro che militano nella NBA (National Basketball Association), il campionato professionistico degli Stati Uniti d'America. La franchigia ha sede a Salt Lake City, nello Stato dello Utah, che attualmente è la più piccola città statunitense ad ospitare una squadra NBA. Gli Utah Jazz giocano le loro partite casalinghe alla Vivint Arena. La squadra non è originaria dello Utah, ma è stata trasferita da New Orleans, da cui il nome "Jazz" come il genere musicale nato nella città della Louisiana.
Gli Utah Jazz sono inoltre proprietari di una squadra di D-League, i Salt Lake City Stars.

## Storia

### Dal 1974 al 1979: Pete Maravich e i primi anni a New Orleans
Nel 1974, fu fondata a New Orleans la franchigia dei Jazz, che divenne la 18ª squadra ad iscriversi alla NBA.
I Jazz debuttarono in NBA il 17 ottobre 1974 perdendo in casa dei campioni in carica dei New York Knicks, il Madison Square Garden. La prima grande manovra di mercato fu l'acquisizione del grande Pete Maravich dagli Atlanta Hawks in cambio di due prime scelte, tre seconde scelte ed una terza scelta nei draft dei seguenti tre anni successivi. Sebbene Maravich fosse considerato uno dei giocatori più forti del campionato avendo vinto la classifica marcatori nel 1976-1977 con 31,1 punti a partita, il miglior record per i Jazz fu un deludente 39-43 nel 1977-1978. Da quel momento Maravich ha avuto a che fare con infortuni al ginocchio fino alla fine della carriera.
Questioni logistiche erano un perenne problema per la squadra durante la permanenza a New Orleans. Durante la prima stagione dei Jazz, quando giocavano nello stadio della Loyola University, il campo di gioco era talmente sollevato da terra che l'associazione dei giocatori fece mettere alla squadra una rete intorno al canestro in modo che i giocatori non finissero in tribuna. Successivamente giocarono al Louisiana Superdome ma le cose non migliorarono sia a causa dell'ottima qualità dello stadio che attirava molte associazioni sportive sia a causa contratti di locazione onerosi e i costanti problemi al ginocchio di Maravich. Essi hanno inoltre affrontato la prospettiva di trascorrere un intero mese in trasferta ogni anno a causa dei festeggiamenti per il Martedì Grasso. Anni dopo, il proprietario Sam Battisone ha sostenuto che non esisteva alcun piano di emergenza nel caso in cui i Jazz non avessero fatto i playoff.
Dopo quella che si rivelò essere la loro ultima stagione nella Big Easy, i Jazz subirono una umiliazione finale, quando i Los Angeles Lakers selezionarono Magic Johnson come la prima scelta assoluta nel Draft NBA 1979. La beffa consiste nel fatto che i Jazz avevano ceduto ai Los Angeles la prima scelta assoluta del 1979 in cambio di Gail Goodrich due anni prima. A peggiorare le cose, i Jazz avevano rinunciato ai diritti su Moses Malone, al fine di recuperare una delle tre scelte al primo turno utilizzati per lo scambio per Goodrich. L'efficacia di Johnson e Malone e le pessime prestazioni di Goodrich trasformarono per alcuni anni New Orleans in una delle peggiori squadre in NBA, rendendo lo scambio Johnson per Goodrich in una delle operazioni più sbilenche nella storia della NBA.

### Dal 1979 al 1984: il trasferimento nello Utah e l'arrivo di Frank Layden
Nonostante la scarsa competitività, i Jazz fecero abbastanza bene durante i loro primi cinque anni grazie anche alla presenza di stelle come Spencer Haywood, Bernard King e Brad Davis. Tuttavia dal 1979 la franchigia stava affondando finanziariamente. Barry Mendelson, vice presidente esecutivo del team per la maggior parte dei primi anni del team, disse che il più importante di problemi finanziari della squadra era l'imposta sui divertimenti, il più alto della nazione in quel momento. La squadra non ha inoltre potuto trarre tanto sostegno dalle imprese locali, un fattore importante anche in quei giorni. Battisone decise dunque che la franchigia non poteva essere più tenuta a New Orleans e decise di trasferirsi altrove. Dopo aver visionato attentamente tutte le proposte, decise di trasferirsi a Salt Lake City, anche se era un mercato più piccolo di New Orleans. Tuttavia Salt Lake City aveva dimostrato di poter accogliere una squadra professionistica di basket, quando ha ospitato la squadra degli Utah Stars della American Basketball Association tra il 1970 al 1976. Gli Stars erano molto popolari in città, ma la situazione finanziaria si deteriorò nelle ultime due stagioni, finendo definitivamente nel dicembre 1975 dopo aver giocato solo 16 partite della stagione finale di ABA, non fornendo le necessarie garanzie finanziarie al nuovo commissioner ABA Dave DeBusschere venne esclusa dalla lega e i suoi migliori giocatori , incluso Moses Malone, furono ceduti agli Spirits of St. Louis. Anche se Salt Lake City non era nota per la sua cultura jazz, il team ha deciso di mantenere il nome, così come i colori originali della squadra di verde, porpora e oro (i colori del Martedì Grasso). Alcuni sono rimasti offesi dal fatto che abbiano mantenuto il nome jazz dopo essersi trasferiti da New Orleans, citando come una metafora il furto del jazz dalle sue radici culturali.
La partecipazione alle partite dei Jazz è in realtà diminuita leggermente dopo il trasferimento della squadra da New Orleans a Utah, a causa di una tardiva approvazione per il passaggio (giugno 1979) nella zona di Salt Lake City. Il team di gestione ha fatto la prima di diverse mosse nel 1979, portando a Salt Lake City Adrian Dantley in cambio di Spencer Haywood. Dantley ebbe una media di 28,0 punti a partita nella stagione 1979-80, permettendo alla squadra di rinunciare a Pete Maravich nei primi mesi dell'anno. La squadra ha giocato la prima partita nello Utah al Salt Palace perdendo contro i Milwaukee Bucks e ha concluso con un record di 24-58, ma è stata premiata con la 2ª scelta assoluta nel Draft NBA 1980, usata per selezionare Darrell Griffith di Louisville, un altro pezzo del puzzle di ricostruzione.

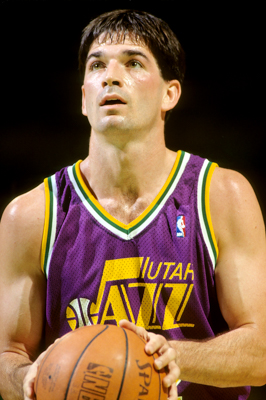
John Stockton,assist leader NBA di tutti i tempi, fu scelto alla tredicesima posizione del Draft NBA 1984

Durante la 1980-81, il club stentò finanziariamente così come sul campo, nonostante la presenza del pluriennale All-Star Dantley. Neanche l'emergente playmaker Rickey Green non riuscì a trasformare i Jazz in una squadra vincente, concludendo la stagione con un record 28-54. Tom Nissalke fu esonerato dopo che i Jazz iniziarono la stagione 1981-82 con un record 8-12 e il General Manager Frank Layden lo rimpiazzò. Sotto Layden i Jazz conclusero 17-45 il resto della stagione per un record finale 25-57.
Il Draft NBA 1982 vide i Jazz selezionare l'ala piccola Dominique Wilkins, che era reticente a giocare per loro. In combinazione con la proprietà a corto di liquidi, questo significò un altro scambio per migliorare il budget. Atlanta cedette John Drew e Freeman Williams più 1 milione di dollari per i diritti su Wilkins, oltre a lui arrivò anche Mark Eaton.
Nella stagione 1982-83 Dantley saltò 60 degli 82 match a causa di un infortunio, privando la squadra del suo miglior realizzatore per gran parte della stagione. Anche il nuovo arrivato John Drew perse buona parte della stagione, giocando 44 partite. I Jazz chiusero venendo guidati da Darrell Griffith, Rickey Green, Mark Eaton e Danny Schayes. La squadra concluse con un record 30-52, ancora fuori dai playoff, ma in miglioramento rispetto agli anni passati. Il Draft NBA 1983 regalò ai Jazz Thurl Bailey, della North Carolina State University e Bob Hansen della University of Iowa.
Il 1983-84 iniziò con incertezza. La squadra perdeva soldi e la dirigenza cercava di attirare dei finanziatori in grado di rendere la squadra commercialmente più appetibile. Si parlò anche di trasferimento ad un'altra città, a causa del piccolo mercato che lo Utah procurava. Comunque le sorti della squadra erano destinate a cambiare grazie ad un finalmente sano Adrian Dantley, Jeff Wilkins, Thurl Bailey, Mark Eaton, Rich Kelley, Rickey Green, Darrell Griffith, John Drew. La squadra concluse la stagione con un record 45-37 vincendo la Midwest Division, primo titolo della storia della franchigia. Nei playoff sconfissero i Denver Nuggets 3-2 nel primo turno, perdendo in seguito per 4 a 2 contro i Suns.

### Dal 1984 al 1988: la nascita del "Stockton to Malone"
Il 1984-1985 vide la grande crescita di Mark Eaton come difensore, registrando 5,56 stoppate a partita assieme a 9,7 punti e 11,3 rimbalzi vincendo il premio NBA Defensive Player of the Year Award. D'altra parte John Drew giocò solo 19 partite, privando la squadra del suo uomo di fiducia. Ciò nonostante i Jazz ritornarono ai playoff, affrontando gli Houston Rockets di Hakeem Olajuwon e Ralph Sampson. I Jazz vinsero la serie 3-2, avanzando al secondo turno pronti ad affrontare i Denver Nuggets. Utah si arrese a Denver per 4-1.
Le perenni difficoltà economiche ebbero fine nell'aprile 1985, quando Larry H. Miller acquistò il 50% della franchigia diventando presidente assieme a Sam Battistone. Nel Draft NBA 1985 i Jazz selezionarono Karl Malone da Louisiana Tech. Malone ebbe un immediato impatto, registrando 14,9 punti e 8,9 rimbalzi a partita, guidando i Jazz ad una nuova qualificazione ai play-off. I Jazz furono eliminati al primo turno dai Dallas Mavericks per 3-1.

### Dal 1988 al 1990: l'inizio dell'era Jerry Sloan
Durante la stagione 1988-89, Frank Layden si dimesso dall'incarico di allenatore dei Jazz dopo le prime 17 partite e fu sostituito da Jerry Sloan. I Jazz vinsero 51 partite e il titolo della Midwest Division con Malone, Stockton e Mark Eaton convocati per l'NBA All-Star Game. Eaton vinse inoltre il titolo di Defensive Player of the Year per la seconda volta. Tuttavia ai playoff i Golden State Warriors sconfissero i Jazz al primo turno, chiudendo anzitempo e bruscamente la stagione dei mormoni.
L'anno seguente i Jazz apportarono alcune modifiche, inserendo Bob Hansen al posto di Darrell Griffith nel ruolo di guardia tiratrice accanto a Stockton. La squadra vinse 55 partite perdendone solamente 27, superati solamente dai San Antonio Spurs (56-26). Nei play-off i Phoenix Suns guidati da Tom Chambers e Kevin Johnson eliminarono i Jazz 3-2 al primo turno.

### Dal 1990 al 1996: la creazione di unacontender
Nella stagione 1990-1991 i Jazz cercarono di migliorare ulteriormente la squadra, effettuando numerosi scambi nelle finestre di mercato. La più importante fu quella che portò Jeff Malone da Utah ai Washington Bullets, Eric Leckner e Bob Hansen da Utah ai Sacramento Kings e Pervis Ellison da Sacramento a Washington. I Jazz iniziarono la stagione con un record di 22-15 per concluderla con un ottimo 54-28, nuovamente superati dagli Spurs. Nei play-off hanno incontrato i Phoenix Suns per il secondo anno di fila ma questa volta i Jazz li superarono avanzando al secondo turno contro i Portland Trail Blazers, perdendo però la serie 4-1 contro dei Blazers più profondi e più esperti.
La stagione 1991-92 si rivelò molto proficua per i Jazz. Si trasferirono al Delta Center e scambiarono Thurl Bailey con Tyrone Corbin, proveniente da Minnesota e conosciuto per la sua intensità difensiva.
I Jazz chiusero 55-27 vincendo il titolo della Midwest Division per la prima volta dal 1989. Nei play-off, i Jazz sconfissero i Los Angeles Clippers 3-2 nel primo turno, poi i Seattle SuperSonics al secondo turno 4-1, avanzando alla finale della Western Conference per la prima volta, dove affrontarono i Portland Trail Blazers. Ancora una volta, Portland dimostrò di essere una squadra superiore, battendo i Jazz 4-2 nella serie e negando loro l'approdo alle finali NBA.
La stagione 1992-93 fu una mezza delusione se paragonata agli anni precedenti (47-35). Il progressivo calo fisico di Mark Eaton indebolì il pitturato di Utah, che non riuscì a trovare un degno sostituto al due volte Difensore dell'anno, neanche dopo l'ingaggio di James Donaldson. Nei playoff questo significò l'eliminazione al primo turno per mano dei Seattle SuperSonics.
Durante la stagione 1993-94, i Jazz scambiarono Jeff Malone ai Philadelphia 76ers per la guardia tiratrice Jeff Hornacek e venne ingaggiato il veterano Tom Chambers. Hornacek si integrò subito con Stockton e i Jazz migliorarono il record della stagione precedente (53-29). Nei play-off affrontarono ed eliminarono San Antonio guidata da David Robinson al primo turno. Una sofferta vittoria nella serie contro i Denver Nuggets per 4-3 nelle Conference Semifinals proiettò i Jazz alla finale della Western Conference, dove furono sconfitti dai futuri campioni NBA dei Houston Rockets per 4 a 1.
Nella stagione 1994-95 la squadra assunse notevole profondità e talento con l'arrivo di Antoine Carr tanto che Utah fu inserita tra le favorite per la vittoria del campionato potendo vantare giocatori come Malone, Stockton, Hornaceck, Chambers e Donaldson. Nonostante l'infortunio del centro titolare Felton Spencer dopo sole 34 partite a causa della rottura del tendine d'Achille, i Jazz furono in grado di finire la regular season con un record di 60-22. Tuttavia i Jazz persero contro gli Houston Rockets nel primo turno dei play-off per 3-2.
Greg Ostertag fu il colpo di mercato della stagione 1995-1996 (i Jazz lo presero alla chiamato numero 28 del Draft NBA 1995). I Jazz chiusero con un record di 55-27 e raggiunsero la finale di Conference per la terza volta nella propria storia, venendo sconfitti dai Seattle SuperSonics 4-3.

### 1996-1998: le finali NBA
Chicago Bulls -  Utah Jazz 84-82

 Chicago Bulls -  Utah Jazz 97-85

 Utah Jazz -  Chicago Bulls 104-93

 Utah Jazz -  Chicago Bulls 78-73

 Utah Jazz -  Chicago Bulls 88-90

 Chicago Bulls -  Utah Jazz 90-86
Nelle seguenti stagioni i Jazz furono finalmente in grado di capitalizzare il loro successo in regular season. Nel 1996-97 i Jazz avevano il loro miglior record nella storia della franchigia di 64-18, vincendo la Divisione Midwest e terminando con il miglior record complessivo nella Western Conference. La squadra era composta dai pilastri Stockton, Malone e Hornacek supportati da Bryon Russell, Antoine Carr, Howard Eisley e Shandon Anderson. Malone vinse il suo primo titolo di MVP della stagione regolare. I Jazz raggiunsero le finali NBA per la prima volta dopo aver battuto i Los Angeles Clippers 3-0, i Los Angeles Lakers 4-1 e gli Houston Rockets 4-2. Contro Michael Jordan e i suoi formidabili Chicago Bulls i Jazz persero lottando tenacemente 4-2, con le ultime due partite della serie decise nei secondi finali (punteggi di 90-88 e 90-86).
Durante la off-season, i Jazz non apportarono modifiche significative al loro roster e furono ancora una volta inseriti tra i pretendenti al titolo. Tuttavia Stockton subì un grave infortunio al ginocchio prima che la stagione iniziasse e saltò le prime 18 partite. Una volta tornato Stockton la squadra ha vinto 51 partite perdendone solamente 13 per finire con un record di 62-20 la stagione, vincendo la Midwest Division.
 Utah Jazz -  Chicago Bulls 88-85 OT

 Utah Jazz -  Chicago Bulls 88-93

 Chicago Bulls -  Utah Jazz 96-54

 Chicago Bulls -  Utah Jazz 86-82

 Chicago Bulls -  Utah Jazz 81-83

 Utah Jazz -  Chicago Bulls 86-87
Nei play-off i Jazz piegarono gli Houston Rockets (3-2) e facilmente i San Antonio Spurs (4-1). Più combattuta fu la finale della Western Conference contro i Lakers. Utah era guidata dal trio composto da John Stockton, Karl Malone e Jeff Hornacek (in media 34,3 anni di età) mentre i gialloviola erano guidati da Shaquille O'Neal ed un giovane Kobe Bryant. Solo gara 1 fu dominata da Utah (112-77) mentre le restanti gare furono tutte molto combattute, non evitando però a Los Angeles il loro primo sweep dalle NBA Finals 1989. Nelle NBA Finals 1998 i Jazz vinsero la prima parita 88-85 in overtime. Tuttavia i Chicago Bulls vinsero 93-88, 96-54 e 86-82 le successive tre partite portandosi in vantaggio 3-1 nella serie. I Jazz vinsero gara 5 83-81 riuscendo a portare la serie a Salt Lake City. Negli ultimi secondi di gara 6 Michael Jordan realizzò il famoso tiro che regalò serie e titolo ai Bulls.

### 1998-2003: gli ultimi anni di Stockton e Malone
Nella stagione 1998-1999 (ridotta a 50 partite a causa del lockout) i Jazz finirono la stagione 37-13, condividendo assieme agli Spurs il miglior record in campionato. Hanno sconfitto i Sacramento Kings in cinque partite nel primo turno dei playoff. Tuttavia, hanno perso al secondo turno dei playoff per i Portland Trail Blazers. Nonostante l'ennesima delusione, Malone venne premiato con il suo secondo titolo di MVP.
Durante la stagione 1999-2000 i Jazz finirono con un record di 55-27 e vinsero la Midwest Division ma ancora una volta hanno deluso nella postseason, perdendo contro Portland Trail Blazers, ancora durante il secondo turno. Durante la offseason, Hornacek si ritirò e Howard Eisley fu scambiato in accordo tra quattro squadre che portò Donyell Marshall nello Utah. Hanno scelto la promettente stella del basket liceale Deshawn Stevenson nel primo giro del Draft NBA. Nella stagione 2000-01 arriva Danny Manning e con record di 53-29 hanno nuovamente deluso nei playoff, conducendo per 2-0 la serie nel primo turno contro i Dallas Mavericks per poi perderla 3-2. Era la loro prima eliminazione dai playoff dalla stagione 1994-1995.
Nella stagione 2001-02 Andrej Kirilenko ha fatto il suo esordio in NBA, tenendo una media di 10,7 punti, 4,9 rimbalzi e 1,91 stoppate a partita. La squadra ha iniziato lentamente, andando 16-15 nei primi due mesi, e finito 12-13 per andare 44-38 complessiva. Hanno perso contro i Sacramento Kings per 3-1 nel primo turno dei play-off. Prima della stagione 2002-03, Marshall e Russell si sono trasferiti in altre squadre. Carlos Arroyo è arrivato da Denver e Matt Harpring è stato acquistato dai Philadelphia 76ers per colmare le assenze diventando titolare giocando accanto a Malone e tenendo una media di 17,6 punti e 6,6 rimbalzi, i migliori numeri della sua carriera. Con un record di 47-35, hanno affrontato i Sacramento Kings ancora una volta perdendo in sette partite della serie del primo turno 4-1. Al termine della stagione si conclude una delle più importanti pagine della franchigia quando Stockton si ritira e Malone si trasferisce ai Los Angeles Lakers in qualità di free agent.

### Dal 2003 al 2006: ricostruzione
Senza Stockton e Malone la squadra si ritrovò improvvisamente senza leader per preparare la stagione 2003-04. Diverse riviste, compresa Sports Illustrated, si aspettavano che i Jazz concludessero nella parte inferiore della NBA. Sorprendentemente, i Jazz finirono con un record di 42-40 grazie all'apporto di giocatori come Kirilenko, Raja Bell, Mo Williams e Tom Gugliotta. In particolare Kirilenko dimostrò versatilità sia offensivamente che difensivamente e si guadagnò un posto per l'All-Star Game. I Jazz mancarono la qualificazione per i play-off di una sola vittoria a vantaggio dei Denver Nuggets, chiudendo la loro striscia di 20 stagioni consecutive nei playoff. Jerry Sloan si classificò secondo nelle votazioni per il titolo di NBA Coach of the Year Award, a vantaggio di Hubie Brown dei Memphis Grizzlies. Durante la offseason il team rafforzò il roster, inserendo Carlos Boozer e Mehmet Okur e confermando Carlos Arroyo e Gordan Giriček.

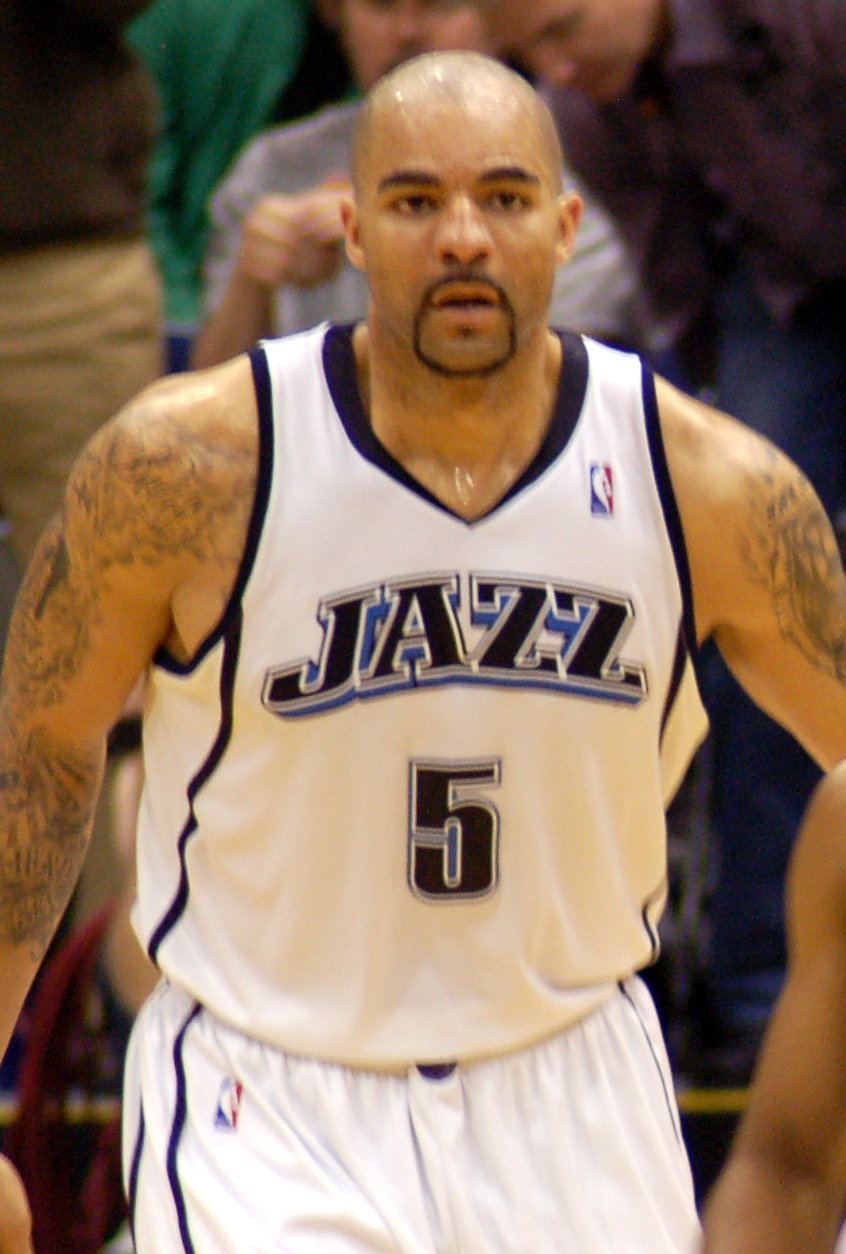
Carlos Boozer

La stagione 2004-05 è stata caratterizzata da una serie di infortuni, prima di Arroyo e Raül López e poi a Boozer e Kirilenko, che coincise con la crisi della squadra che finì nei bassifondi della propria divisione. Boozer tenne una media 17,8 punti e 9,0 rimbalzi in 51 partite limitando in parte delle pessime figure ai mormoni. I Jazz hanno concluso la stagione 2004-05 con un record di 26-56, il peggiore dalla stagione 1981-1982.
Nell'estate del 2005 i Jazz ottennero al draft Deron Williams della University of Illinois.
Inoltre arrivarono C.J. Miles e Kris Humphries mentre Raja Bell lasciò la squadra per i Phoenix Suns, il centro Greg Ostertag ritornò ai Jazz dai Kings e il playmaker Raül López fu ceduto ai Memphis Grizzlies.
La stagione 2005-06 è tormentata prima ancora di iniziare; Boozer salta le prime 49 partite mentre Gordan Giriček e Kirilenko saltano anch'essi delle partite a causa di infortuni. Kirilenko e Okur si dimostrano però affiatati e consistenti mentre Williams, nonostante un calo a metà stagione, non ha deluso le aspettative. Tuttavia il proprietario Larry Miller ha continuamente espresso il suo disappunto nei confronti della squadra, a suo avviso troppo molle e rinunciataria nella lotta contro i Sacramento Kings per un posto ai play-off. I Jazz hanno concluso la stagione con un record di 41-41. Ostertag si ritirò alla fine della stagione, dopo aver trascorso 10 delle sue 11 stagioni NBA con la squadra.
Nel Draft NBA 2006 i Jazz selezionarono dall'Università dell'Arkansas la guardia Ronnie Brewer al primo turno e al secondo turno selezionarono il playmaker Dee Brown e l'ala Paul Millsap. Un importante scambio con i Golden State Warriors permise ai Jazz di ottenere la guardia Derek Fisher, dando loro un veterano in grado di far crescere una squadra sostanzialmente inesperta.

### Tra il 2006 e il 2010: Deron Williams e Carlos Boozer
Durante la stagione 2006-07 i Jazz migliorarono notevolmente rispetto agli anni precedenti, finendo con un record di 51-31. Boozer così come il centro Mehmet Okur furono selezionati per l'All-Star Game. Deron Williams ebbe una stagione straordinaria, finendo terzo nella classifica degli assist dietro a Steve Nash e Chris Paul. Paul Millsap è stata una piacevole sorpresa come rookie, diventando un valido sostituto per Boozer. Qualificati ai play-off, i Jazz si trovarono di fronte agli Houston Rockets al primo turno, vinto da Utah al termine di un'estenuante gara 7 battendo i Rockets 103-99 a Houston. I Jazz hanno poi affrontato i Golden State Warriors, che avevano eliminato i superfavoriti Dallas Mavericks. Vincendo la serie 4-1, i Jazz hanno poi affrontato i San Antonio Spurs nella finale della Western Conference perdendo 4 partite a 1 nella serie contro una squadra più esperta e affamata.

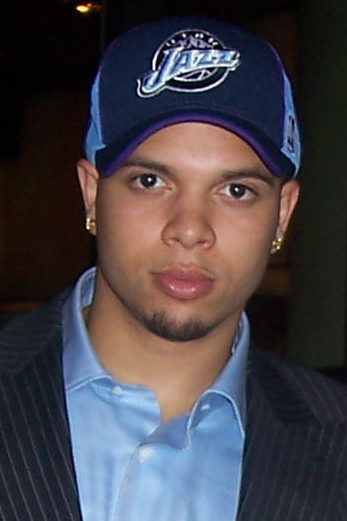
Deron Williams

Durante la offseason i Jazz comprarono la squadra di NBA D-League Utah Flash assieme ai Boston Celtics. Hanno scelto la guardia tiratrice Morris Almond al primo turno attuando alcuni cambi di formazione. La mossa più significativa è stata quella di lasciare andare Derek Fisher, a causa di sua figlia affetta da una rara forma di cancro dell'occhio. Fisher si trasferì a Los Angeles durante la offseason dove sua figlia poteva essere curata in modo più specifico e ha firmato con i Los Angeles Lakers con il quale ha vinto tre campionati dal 2000 al 2002. Polemiche sorsero dopo che Andrej Kirilenko guidò la nazionale russa alla vittoria dell'EuroBasket 2007 in cui fu nominato MVP. Dopo questo Kirilenko pubblicò su un blog che voleva essere scambiato dai Jazz. Tuttavia non si concretizzò alcuno scambio e il russo rimase a Salt Lake City. Durante la stagione 2007-08 la guardia Gordan Giriček fu ceduta ai Philadelphia 76ers in cambio della guardia Kyle Korver, mentre i Jazz hanno ottenuto una striscia di 19 vittorie consecutive in casa a partire da dicembre. Kirilenko migliorando tutte le statistiche della stagione precedente sembrava aver trovato la sua dimensione nel suo nuovo ruolo di difensore e facilitatore in contrapposizione ad un marcatore. Finita la regular season con un record di 54-28, per la prima volta dalla stagione 1997-98 i Jazz avevano fatto registrare il tutto esaurito in ogni partita in casa e possedevano un fenomenale record di 37-4 casalingo. Utah ha affrontato gli Houston Rockets al primo turno dei playoffs e al secondo turno i Los Angeles Lakers, venendo eliminati dai gialloviola.
La stagione 2008-09 è stata difficile per i Jazz in quanto numerosi infortuni hanno continuamente sconvolto la chimica della squadra. In data 20 febbraio 2009, il proprietario Larry H. Miller è morto per complicazioni dovute al diabete di cui soffriva da tempo. Suo figlio, Greg Miller, divenne il nuovo proprietario. I Jazz con un record di 48-34 chiusero all'ottavo posto nella Western Conference, dopo di che vennero eliminati dai Los Angeles Lakers per il secondo anno consecutivo. Nel Draft NBA 2009 i Jazz selezionarono la point guard Eric Maynor per coprire il ruolo di backup di Deron Williams. Il veterano Matt Harpring si ritirò a causa di infortuni dovuti al suo stile di gioco fisico. Iniziarono a circolare voci che volevano Carlos Boozer lontano da Salt Lake City, ma Boozer rimase con la squadra nella stagione 2009-10. I Jazz firmarono anche la guardia tiratrice (non scelta al Draft 2009) Wesley Matthews.
Nel corso della stagione vari scambi in ottica postseason hanno visto il promettente rookie Eric Maynor e il contratto di Matt Harpring finire agli Oklahoma City Thunder, mentre Ronnie Brewer si trasferì ai Memphis Grizzlies a metà stagione, attirando le critiche di Deron Williams. L'addio di Brewer ha spianato la strada a Wesley Matthews, capace di conquistare il posto da titolare nel ruolo di guardia. Deron Williams è stato selezionato per giocare nell'All-Star Game per la prima volta mentre Kyle Korver ha stabilito il record NBA per la percentuale dal campo di tiri da tre punti in una stagione. I Jazz hanno finito la stagione con un record di 53-29 e hanno affrontato i Nuggets al primo turno dei playoff sconfiggendoli per 4-2. L'eliminazione arriva per mano dei Los Angeles Lakers per il terzo anno consecutivo, con un severo 4-0 primo sweep della storia dei Jazz.

### Estate 2010: l'addio di Boozer
Durante il Draft NBA 2010, gli Utah Jazz hanno selezionato Gordon Hayward al primo turno e Jeremy Evans nel secondo turno. Carlos Boozer ha accettato l'offerta da 80 milioni di dollari per 5 anni dei Chicago Bulls il 7 luglio 2010. Il giorno dopo Utah si è resa protagonista di una sign-and-trade, ricevendo una trade exception del valore di circa 13 milioni di dollari da Chicago. Kyle Korver ha seguito Boozer ai Chicago Bulls, firmando un contratto triennale.
Wesley Matthews ha firmato per 5 anni a 33 milioni di dollari con i Portland Trail Blazers. Meno di una settimana dopo la partenza di Boozer la squadra ha scambiato Kosta Koufos e 2 scelte future a Minnesota in cambio di Al Jefferson, assieme alla trade exception dell'affare Carlos Boozer. Raja Bell è stato aggiunto per sopperire alle perdite di Korver e Matthews. Il 15 giugno 2010 è stato presentato un nuovo schema di colori e logo mentre le nuove divise sono state svelate il 16 agosto. Alla vigilia del training camp sono stati aggiunti al roster il centro Francisco Elson e la guardia Earl Watson a puntellare il roster per la stagione 2010-11.

### 2011-2014: gli addii di Deron Williams, Korver e Sloan ed era Corbin
La stagione 2010-11 è iniziata bene in quanto la squadra è rimasta imbattuta (8-0) nella preseason e a metà gennaio viaggiava con un record di 27-13 e sembrava sulla buona strada per un'altra stagione vincente. Tuttavia il 10 febbraio 2011 con un record di 31-23 e a seguito della sconfitta contro i Chicago Bulls, Jerry Sloan rassegnò le dimissioni insieme al suo assistente Phil Johnson. Un altro degli assistenti di Sloan, Tyrone Corbin, è stato nominato il nuovo head coach, mentre Scott Layden, l'altro assistente, è diventato allenatore in seconda. Una settimana dopo, è stato assunto l'ex giocatore Jeff Hornacek come assistente allenatore.
Il 23 febbraio 2011 Deron Williams è stato ceduto ai New Jersey Nets per due scelte al 1º turno (New Jersey 2011 e Golden State 2012) e i giocatori Derrick Favors e Devin Harris. Si diceva che Williams avesse litigato con coach Jerry Sloan durante la partita contro i Chicago Bulls, che ha fatto da preludio alle dimissioni di Sloan e alla decisione dei Jazz di scambiare la loro stella. Williams aveva un'opzione del giocatore del valore di 17,7 milioni di dollari per il 2012-13, ma il general manager Greg Miller non credeva che sarebbero stati in grado di rifirmare Williams. Il resto della stagione ha visto i Jazz chiudere con un record di 39-43, l'11° nella Western Conference, mancando l'accesso ai playoff per la prima volta dal 2006.
Nel Draft NBA 2011 i Jazz possedevano due prime (uno acquistata nello scambio che ha inviato Deron Williams ai New Jersey Nets) che hanno permesso l'acquisto del centro Enes Kanter e della guardia Alec Burks. Dopo la fine del lockout NBA che ha visto la stagione 2011-12 ridotta a 66 partite, i Jazz hanno salutato dopo tanti anni Mehmet Okur, ceduto ai Nets, e Andrej Kirilenko che ha deciso di rimanere in Russia per il resto della stagione 2011-2012. Hanno anche acquisito i free agent Josh Howard e Jamaal Tinsley. Sorprendentemente, Utah si è trovata a lottare per un posto ai play-off. La stagione 2011-12 non inizia male per i Jazz, riuscendo ad accedere ai play-off. Al primo turno tuttavia, incontrano dei preparatissimi San Antonio Spurs, che li travolgono in sole quattro partite.
In vista della stagione 2012-13 i Jazz prendono parte ad una mega-trade con Los Angeles Clippers, Dallas Mavericks e Houston Rockets dalla quale ottengono il playmaker Mo Williams. Cedono poi Devin Harris agli Atlanta Hawks in cambio di Marvin Williams e firmano Randy Foye dei Clippers. I Jazz nominano poi Dennis Lindsey DG e Kevin O'Connor vicedirettore tecnico. Lo storico assistente allenatore Scott Layden lascia poi i Jazz per un ruolo dirigenziale nei San Antonio Spurs. I Jazz chiudono la stagione a un soffio dai play-off, con un bilancio di 43-39 (ad appena 2 vittorie dalla zona play-off).
La stagione successiva i Jazz scambiarono Erick Green per Rudy Gobert, ma non riuscirono nuovamente a centrare i play-off concludendo con un record di 25-57.

### 2014-2017: i Jazz con Quin Snyder
Per la stagione 2014-2015 Quin Snyder venne assunto dai Jazz. La franchigia migliorò il record della season precedente posizionandosi terza nella Northwest Division con un record di 38-44, senza però qualificarsi per i play-off. Durante la stagione Enes Kanter venne ceduto (durante la trade dead-line) agli Oklahoma City Thunder.
La stagione 2015-2016 dei Jazz vide la conferma di Quin Snyder e l'arrivo tra gli altri di Raul Togni Neto e Tibor Pleiß. Trey Lyles venne scelto alla dodicesima chiamata del Draft 2015 mentre si segnalò un grave infortunio per il talentuoso Danté Exum (rottura del crociato sinistro) che lo costrinse a saltare tutta la stagione. I Jazz iniziarono comunque bene, risultando al 7º posto dopo 10 partite nella Western Conference. Le ottime prestazioni di Gordon Hayward, Derrick Favors (35 punti e career high contro Indiana Pacers) e Rudy Gobert mantengono stabilmente i Jazz dentro la zona dei play-off, nonostante quest'ultimo sarà costretto ad un lungo stop a causa di un infortunio al ginocchio.I ripetuti infortuni (ai danni anche di Alec Burks e lo stesso Derrick Favors) non impedirono ai Jazz di concludere, con la vittoria sui Portland Trail Blazers per 109 a 96, il 2015 all'8º posto nella Western Conference. La seconda parte di stagione vede i Jazz combattere con gli Houston Rockets e i Dallas Mavericks per un posto ai play-off. La vittoria 89-87 sui Rockets ristabilì la parità negli scontri diretti tra le due franchigie, ma le sconfitte interne alla sirena contro i Los Angeles Clippers e San Antonio Spurs complicarono la strada verso i playoffs per i Jazz. L'ultima partita di Kobe Bryant (1/11 dal campo) a Salt Lake City coincise con la sua peggior sconfitta in carriera, 123-75 per Utah con Rodney Hood (8/9 da 3) autore di 30 punti nel primo tempo. È anche il secondo peggior scarto subito nella storia dei Los Angeles Lakers. La vittoria esterna sui Denver Nuggets per 100-84, con la doppia doppia di Rudy Gobert, (16+14) è un ulteriore passo verso la post season, ma con la sconfitta interna alla penultima gara contro i Dallas Mavericks e la contemporanea vittoria degli Houston Rockets, i Jazz scesero al nono posto. L'ultima partita dei Jazz contro i Los Angeles Lakers (la carriera di Kobe Bryant finisce proprio con questa gara, realizzando 60 punti sebbene con 50 tiri dal campo) è però inutile; Utah è già a conoscenza della vittoria degli Houston Rockets sui Sacramento Kings e quindi dell'impossibilità di raggiungere i play-off. Gli Utah Jazz terminarono la stagione con un record di 40-42, migliorandosi ulteriormente rispetto alla stagione precedente (secondo anno consecutivo).
Il 7 maggio 2016 i Jazz annunciarono il prolungamento del contratto al coach Quin Snyder.
In vista della stagione successiva i Jazz decidono di intervenire sul mercato per aggiungere esperienza ad un roster composto esclusivamente da giovani. Trevor Booker lasciò i Jazz (biennale con i Brooklyn Nets), e dopo di lui lasciarono Salt Lake City anche Tibor Pleiß (che tornò in Europa, dopo 1 anno in NBA, al Galatasaray) e Trey Burke (ceduto in cambio di una seconda scelta agli Washington Wizards). Venne inoltre confermato Shelvin Mack mentre la 12^ scelta assoluta al Draft NBA 2016 Taurean Prince entrò a far parte di una trade a 3 squadre con gli Indiana Pacers e gli Atlanta Hawks: George Hill si spostò a Salt Lake City, e Prince ad Atlanta. Gli ulteriori arrivi di Boris Diaw e Joe Johnson portarono grande esperienza agli Utah Jazz per la rincorsa ai playoffs. Rudy Gobert e Danté Exum decisero con la società di non partecipare rispettivamento al preolimpico e ai Giochi olimpici di Rio 2016 per allenarsi in vista della nuova stagione (entrambi accusarono numerosi infortuni durante la passata stagione). Tuttavia Gobert partecipò, Exum no. Oltre a Gobert alle Olimpiadi parteciparono anche Boris Diaw e Joe Ingles tra i giocatori dei Jazz (Ingles sfiorò la vittoria della medaglia di bronzo con l'Australia perdendo all'ultimo secondo contro la Spagna per 89-88 nella finale 3º-4º posto, mentre Diaw e Gobert vennero eliminati malamente ai quarti per 92-67 dalla Serbia).
I Jazz iniziano con una sconfitta per 113-104 contro i Portland Trail Blazers la stagione 2016-2017 (assenti Derrick Favors e Gordon Hayward per infortunio) con un Joe Johnson autore di 29 punti. Alla prima in casa arriva invece una vittoria contro i Los Angeles Lakers per 96 a 89, con il ritorno di Favors in campo dopo l'infortunio.Protagonista della sfida George Hill con 23 punti. Come nella precedente stagione, i Jazz continuarono ad accusare infortuni (lo stesso Favors fu costretto ad un nuovo stop di 1 mese, Hill accusò dapprima un infortunio alla mano e, poco dopo il suo rientro, all'alluce). Nonostante i problemi fisici, la squadra riesce a mantenersi costantemente all'interno dei playoffs, con un record positivo. Importanti furono le vittorie contro gli Houston Rockets (120-101), Memphis Grizzlies (73-82) e Oklahoma City Thunder (109-89) anche loro in lotta per rientrare tra le migliori 8. I Jazz a Natale risultano settimi con un record di 18-13. Il rientro di George Hill dopo 13 partite consecutive di assenza coincise con la ventesima vittoria stagionale dei Jazz, 100-83 contro i Philadelphia Sixers. Hill terminò l'incontro con 21 punti, 8 rimbalzi e 6 assist. Gordon Hayward trascinò i Jazz, partita dopo partita, verso i playoffs. Le sue ottime prestazioni non rimasero inosservate e per la prima volta venne convocato all'NBA All-Star Weekend 2017 partecipando anche al NBA Skills Challenge.
Il 26 marzo 2017 i Jazz raggiunsero aritmeticamente i NBA Playoffs 2017 dopo 4 stagioni NBA di assenza.
Con la vittoria per 120-113 contro i Minnesota Timberwolves (career-high per Gordon Hayward,39 punti) i Jazz vincono la NBA Northwest Division 2017. I Jazz raggiunsero inoltre la loro cinquantesima vittoria stagionale grazie al successo esterno per 105-99 contro i Golden State Warriors (primi a ovest), trascinati dalla doppia-doppia (17 punti e 18 rimbalzi) di Rudy Gobert. Utah terminò la stagione superando in casa i San Antonio Spurs per 101-97,ma la contemporanea vittoria dei Los Angeles Clippers contro i Sacramento Kings non permise alla squadra di posizionarsi al quarto posto. Con entrambe le franchigie a 51 vittorie, i losangelini si assicurarono quest'ultimo (e l'eventuale gara 7 dei play-off in casa, proprio contro Utah) mentre i Jazz dovettero accontentarsi del quinto posto. Nei playoffs la serie fu molto combattuta, tanto che il massimo scarto tra le due squadre (fino a gara-6) fu di 8 punti, e le due squadre arrivarono a gara-7. In quest'ultima lo scarto fu un +13 in favore degli Utah Jazz che accedettero così al primo turno per la prima volta dopo 7 anni di assenza vincendo per 104-91 in trasferta allo Staples Center. Fu importante nella serie l'esperienza di Joe Johnson oltre alla marcatura di Joe Ingles su J.J. Redick. Invece Derrick Favors, dopo una stagione travagliata a causa degli infortuni (costante della sua carriera), riuscì a non far rimpiangere Rudy Gobert che giocò a intermittenza a causa di un infortunio prima e di una gara-7 in cui uscì per falli.
Al secondo turno i Jazz si incrociarono con un All-Star Team come i Golden State Warriors (la squadra ha in rosa 4 All-Star come il 2 volte MVP della regular season Stephen Curry, Kevin Durant, Klay Thompson e Draymond Green).

### 2017-2022: l'era Mitchell/Gobert
In estate la stella della squadra Gordon Hayward decide di non rinnovare, trasferendosi così ai Boston Celtics.
Il 22 giugno Donovan Mitchell viene selezionato con la 13 scelta assoluta dai Denver Nuggets, che la scambiano subito con i Jazz per Trey Lyles. I Jazz acquistano inoltre il play Ricky Rubio per il ruolo di playmaker titolare.
La stagione inizia non nel modo migliore: infatti subito si infortuna il centro titolare Rudy Gobert e la squadra arriva a fine dicembre con un record di 17 vittorie e 21 sconfitte. Nella seconda parte di stagione il rookie Donovan Mitchell viene messo in quintetto titolare e sin da subito mostra tutta la sua bravura come giocatore, tanto da divenire un serio candidato al premio matricola dell'anno. Con il ritorno di Gobert la squadra comincia a vincere riuscendo a finire la stagione con un record di 48 vittorie e 34 sconfitte, e con un tale record entrato nei play-off come quinta potenza assoluta della Western conference.
Al primo turno incontrano gli Oklahoma city Thunder di Russell Westbrook, Paul George e Carmelo Anthony. Sebbene vengano dati per sfavoriti, riescono a sorpresa a batterli per 4-2 e a passare al turno successivo.
Al secondo turno incontrano gli Houston Rockets di James Harden e di Chris Paul. Gli Houston rockets vengono da una stagione stratosferica in cui sono passati come primi durante la regular season e il loro giocatore di punta (James Harden) è candidato al premio di MVP. L'avventura ai playoff per gli Utah jazz finisce qui, venendo battuti per 4-1.
La stagione però si può considerare come un successo: nessuno infatti avrebbe pensato che potessero arrivare fino alle semifinali di Conference dopo l'addio di Hayward; inoltre Rudy Gobert vince il premio come migliore difensore dell'anno, Mitchell arriva secondo al premio matricola dell'anno e l'allenatore Quin Snyder viene candidato al premio come miglior allenatore dell'anno.
La stagione 2018-2019 parte con i migliori propositi per la squadra di Salt Lake City, ma a fine novembre la squadra si ritrova con un record di 11 vinte e 12 perse, al decimo posto della Western Conference. Questi alti e bassi continuano fino all'inizio del nuovo anno, quando Mitchell (che nella prima parte della stagione non era riuscito a dare i risultati sperati, anzi sembrava regredito) comincia a giocare meglio e a ritrovare quel rapporto con il ferro che gli stava mancando, finendo al quinto posto della Western Conference con un record di 50 vittorie e 31 sconfitte. Ai playoff incontrano al primo turno gli Houston Rockets, che li eliminano per 4-1 come l'anno precedente.
Durante l'off-season del 2019 la squadra scambia Jae Crowder, Kyle Korver e Grayson Allen la scelta al draft del 2019 e un'altra scelta futura per prendere Mike Conley. Inoltre dalla free agency arrivano Jeff Green, Ed Davis, Emmanuel Mudiay e soprattutto l'ala croata Bojan Bogdanović.
Il 24 dicembre 2019 i Jazz annunciano di aver scambiato Danté Exum e due scelte al secondo giro per Jordan Clarkson dei Cleveland Cavaliers, guardia prolifica da sfruttare in uscita dalla panchina.
Il 30 gennaio 2020 vengono nominati sia Gobert che Mitchell per l'All-Star Game 2020 per la prima volta. La stagione 2019-2020 fu sospesa anzitempo a causa dell'arrivo del COVID-19 che fu diagnosticato prima a Gobert e poi a Mitchell, rendendo gli Utah Jazz la prima franchigia tra le Maggiori leghe sportive professionistiche in Stati Uniti d'America e Canada ad essere colpita direttamente dalla malattia.
La squadra concluse la rocambolesca stagione con un buon record di 44-28, posizionandosi al sesto posto della NBA Western Conference e qualificandosi nuovamente per i play-off. Al primo turno incontrano i Denver Nuggets di Nikola Jokić. Nonostante i 57 punti di Mitchell (terza miglior prestazioni di sempre ai playoff dietro a Michael Jordan e Elgin Baylor) i Jazz perdono gara-1 all'overtime. Utah riesce comunque a vincere le tre gare successive portandosi a 3-1 ma perde clamorosamente le 3 successive venendo eliminata al primo turno.
Per la stagione successiva vengono confermati Mitchell e Gobert che estendono il loro contratto di cinque anni rispettivamente a 195 e 205 milioni di dollari. La stagione 2020-2021 inizia nel migliore dei modi, con un record di 23 vittorie e 5 sconfitte nelle prime 28 gare. Coach Quin Snyder viene nominato come allenatore capo del Team Lebron per l'All-Star Game 2021. Donovan Mitchell e Rudy Gobert vengono nominati di nuovo per l'All-Star Game, e Mike Conley si aggrega per sostituire l'infortunato Devin Booker. Lo sostituirà anche nel Three-point Contest, a cui parteciperà pure il compagno Mitchell.
La stagione termina con un ottimo record di 52 vittorie e 20 sconfitte e un primo posto nella Western Conference. Jordan Clarkson viene nominato NBA Sixth Man of the Year Award, davanti al compagno Joe Ingles. Di nuovo sostenuti da un decisivo Donovan Mitchell, i Jazz passano il primo turno con un 4-1 ai danni dei Memphis Grizzlies. Perdono però alle semifinali di conference contro i Clippers che, nonostante le prime due gare perse, recuperano vincendo le quattro successive.
La stagione 2021-2022 non porta risultati migliori della precedente stagione. I Jazz concludono con 49 vittorie e 33 sconfitte e un quinto posto a Ovest, Mitchell e Gobert per la terza volta consecutiva vengono nominati All-Star ma non riescono a lasciare il segno nei playoffs, dove vengono eliminati al primo turno dai Mavs di Dončić.

### 2022-oggi: la partenza delle stelle
Il 5 giugno 2022 i Jazz annunciano che l'allenatore Quin Snyder lascerà la squadra dopo otto anni.
Durante l'off-season i Jazz sono protagonisti di due importanti mosse di mercato. La prima riguarda il centro Rudy Gobert, che viene ceduto ai Minnesota T'wolves in cambio di Malik Beasley, Leandro Bolmaro, Jarred Vanderbilt, il rookie Walker Kessler e Patrick Beverley, che verrà a sua volta scambiato ai Los Angeles Lakers per Stanley Johnson e Talen Horton-Tucker. I Jazz riceveranno anche quattro future scelte al primo giro dai Timberwolves. La seconda riguarda la guardia Donovan Mitchell, che viene ceduto ai Cleveland Cavaliers in cambio del rookie Ochai Agbaji, Collin Sexton, Lauri Markkanen, tre prime scelte non protette ai draft 2025 e 2027 e due scambi di scelte del 2026 e 2028.

## Arene di gioco

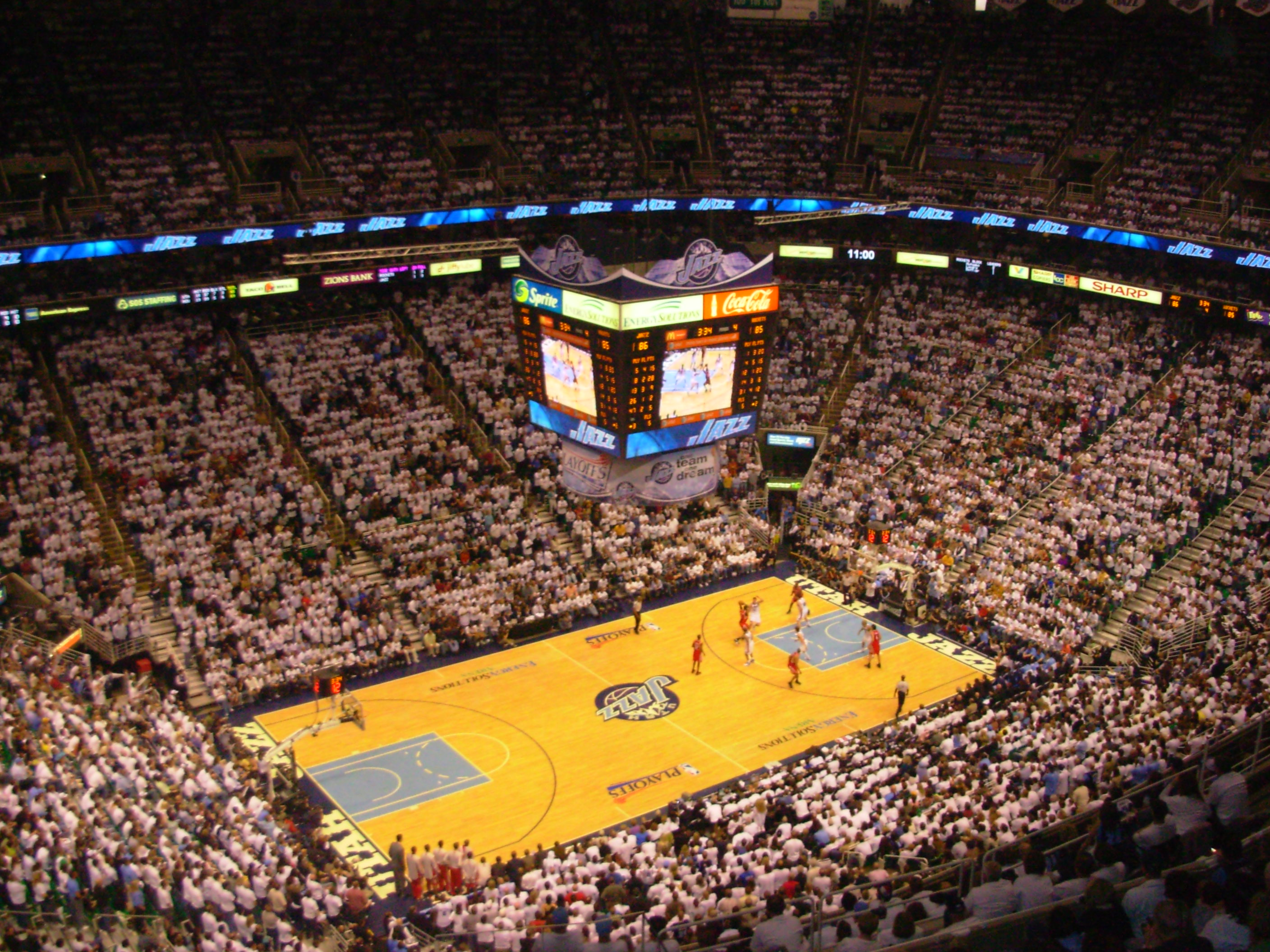
Il parquet della Vivint Arena nel 2008, quando era denominata Energy Solutions Arena

A New Orleans
- Loyola Field House (1974–1975)
- Municipal Auditorium (1974–1975)
- Louisiana Superdome (1975–1979)

A Salt Lake City
- Salt Palace (1979–1991)
- Vivint Arena (1991–presente)

## Record stagione per stagione
| Campione NBA | Campione di Conference | Campione di Division |

| Stagione         | V    | P    | %    | F  | Playoff                                                                                        | Risultato                                                                         |
| ---------------- | ---- | ---- | ---- | -- | ---------------------------------------------------------------------------------------------- | --------------------------------------------------------------------------------- |
| New Orleans Jazz |      |      |      |    |                                                                                                |                                                                                   |
| 1974-1975        | 23   | 59   | 28,0 | 5º | -                                                                                              | -                                                                                 |
| 1975-1976        | 38   | 44   | 46,3 | 4º | -                                                                                              | -                                                                                 |
| 1976-1977        | 35   | 47   | 42,7 | 5º | -                                                                                              | -                                                                                 |
| 1977-1978        | 39   | 43   | 47,6 | 5º | -                                                                                              | -                                                                                 |
| 1978-1979        | 26   | 56   | 31,7 | 6º | -                                                                                              | -                                                                                 |
| Utah Jazz        |      |      |      |    |                                                                                                |                                                                                   |
| 1979-1980        | 24   | 58   | 29,3 | 5º | -                                                                                              | -                                                                                 |
| 1980-1981        | 28   | 54   | 34,1 | 5º | -                                                                                              | -                                                                                 |
| 1981-1982        | 25   | 57   | 30,5 | 6º | -                                                                                              | -                                                                                 |
| 1982-1983        | 30   | 52   | 36,6 | 5º | -                                                                                              | -                                                                                 |
| 1983-1984        | 45   | 37   | 54,9 | 1º | Vincono Primo Round Perdono Conference Semifinals                                              | Utah 3, Denver 2 Phoenix 4, Utah 2                                                |
| 1984-1985        | 41   | 41   | 50,0 | 4º | Vincono Primo Round Perdono Conference Semifinals                                              | Utah 3, Houston 2 Denver 4, Utah 1                                                |
| 1985-1986        | 42   | 40   | 51,2 | 4º | Perdono Primo Round                                                                            | Dallas 3, Utah 1                                                                  |
| 1986-1987        | 44   | 38   | 53,7 | 2º | Perdono Primo Round                                                                            | Golden State 3, Utah 2                                                            |
| 1987-1988        | 47   | 35   | 57,3 | 3º | Vincono Primo Round Perdono Conference Semifinals                                              | Utah 3, Portland 1 L.A. Lakers 4, Utah 3                                          |
| 1988-1989        | 51   | 31   | 62,2 | 1º | Perdono Primo Round                                                                            | Golden State 3, Utah 0                                                            |
| 1989-1990        | 55   | 27   | 67,1 | 2º | Perdono Primo Round                                                                            | Phoenix 3, Utah 2                                                                 |
| 1990-1991        | 54   | 28   | 65,9 | 2º | Vincono Primo Round Perdono Conference Semifinals                                              | Utah 3, Phoenix 1 Portland 4, Utah 1                                              |
| 1991-1992        | 55   | 27   | 67,1 | 1º | Vincono Primo Round Vincono Conference Semifinals Perdono Conference Finals                    | Utah 3, L.A. Clippers 2 Utah 4, Seattle 1 Portland 4, Utah 2                      |
| 1992-1993        | 47   | 35   | 57,3 | 3º | Perdono Primo Round                                                                            | Seattle 3, Utah 2                                                                 |
| 1993-1994        | 53   | 29   | 64,6 | 3º | Vincono Primo Round Vincono Conference Semifinals Perdono Conference Finals                    | Utah 3, San Antonio 1 Utah 4, Denver 3 Houston 4, Utah 1                          |
| 1994-1995        | 60   | 22   | 73,2 | 2º | Perdono Primo Round                                                                            | Houston 3, Utah 2                                                                 |
| 1995-1996        | 55   | 27   | 67,1 | 2º | Vincono Primo Round Vincono Conference Semifinals Perdono Conference Finals                    | Utah 3, Portland 2 Utah 4, San Antonio 2 Seattle 4, Utah 3                        |
| 1996-1997        | 64   | 18   | 78,0 | 1º | Vincono Primo Round Vincono Conference Semifinals Vincono Conference Finals Perdono NBA Finals | Utah 3, L.A. Clippers 0 Utah 4, L.A. Lakers 1 Utah 4, Houston 2 Chicago 4, Utah 2 |
| 1997-1998        | 62   | 20   | 75,6 | 1º | Vincono Primo Round Vincono Conference Semifinals Vincono Conference Finals Perdono NBA Finals | Utah 3, Houston 2 Utah 4, San Antonio 1 Utah 4, L.A. Lakers 0 Chicago 4, Utah 2   |
| 1998-1999        | 37   | 13   | 74,0 | 2º | Vincono Primo Round Perdono Conference Semifinals                                              | Utah 3, Sacramento 2 Portland 4, Utah 2                                           |
| 1999-2000        | 55   | 27   | 67,1 | 1º | Vincono Primo Round Perdono Conference Semifinals                                              | Utah 3, Seattle 2 Portland 4, Utah 1                                              |
| 2000-2001        | 53   | 29   | 64,6 | 2º | Perdono Primo Round                                                                            | Dallas 3, Utah 2                                                                  |
| 2001-2002        | 44   | 38   | 53,7 | 4º | Perdono Primo Round                                                                            | Sacramento 3, Utah 1                                                              |
| 2002-2003        | 47   | 35   | 57,3 | 4º | Perdono Primo Round                                                                            | Sacramento 4, Utah 1                                                              |
| 2003-2004        | 42   | 40   | 51,2 | 7º | -                                                                                              | -                                                                                 |
| 2004-2005        | 26   | 56   | 31,7 | 5º | -                                                                                              | -                                                                                 |
| 2005-2006        | 41   | 41   | 50,0 | 2º | -                                                                                              | -                                                                                 |
| 2006-2007        | 51   | 31   | 62,1 | 1º | Vincono Primo Round Vincono Conference Semifinals Perdono Conference Finals                    | Utah 4, Houston 3 Utah 4, Golden State 1 San Antonio 4, Utah 1                    |
| 2007-2008        | 54   | 28   | 65,9 | 1º | Vincono Primo Round Perdono Conference Semifinals                                              | Utah 4, Houston 2 L.A. Lakers 4, Utah 2                                           |
| 2008-2009        | 48   | 34   | 58,5 | 3º | Perdono Primo Round                                                                            | L.A. Lakers 4, Utah 1                                                             |
| 2009-2010        | 53   | 29   | 64,6 | 2º | Vincono Primo Round Perdono Conference Semifinals                                              | Utah 4, Denver 2 L.A. Lakers 4, Utah 0                                            |
| 2010-2011        | 39   | 43   | 47,6 | 4º | -                                                                                              | -                                                                                 |
| 2011-2012        | 36   | 30   | 54,5 | 3º | Perdono Primo Round                                                                            | San Antonio 4, Utah 0                                                             |
| 2012-2013        | 43   | 39   | 52,4 | 3º | -                                                                                              | -                                                                                 |
| 2013-2014        | 25   | 57   | 30,5 | 5º | -                                                                                              | -                                                                                 |
| 2014-2015        | 38   | 44   | 46,3 | 3º | -                                                                                              | -                                                                                 |
| 2015-2016        | 40   | 42   | 48,7 | 3º | -                                                                                              | -                                                                                 |
| 2016-2017        | 51   | 31   | 62,2 | 1º | Vincono Primo Round Perdono Conference Semifinals                                              | L.A.Clippers 3, Utah 4 Golden State 4, Utah 0                                     |
| 2017-2018        | 48   | 34   | 58,5 | 3° | Vincono Primo Round Perdono Conference Semifinals                                              | Utah 4, Oklahoma 2 Houston 4, Utah 1                                              |
| 2018-2019        | 50   | 32   | 61,0 | 3° | Perdono Primo Round                                                                            | Houston 4, Utah 1                                                                 |
| 2019-2020        | 44   | 28   | 61,1 | 3° | Perdono Primo Round                                                                            | Denver 4, Utah 3                                                                  |
| 2020-2021        | 52   | 20   | 72,2 | 1° | Vincono Primo Round Perdono Conference Semifinals                                              | Utah 4, Memphis 1 L.A. Clippers 4, Utah 2                                         |
| 2021-2022        | 49   | 33   | 59,7 | 1° | Perdono Primo Round                                                                            | Dallas 4, Utah 2                                                                  |
| 2022-2023        | 37   | 45   | 45,1 | 4° |                                                                                                |                                                                                   |
| 2023-2024        | 31   | 51   | 37,8 | 4° |                                                                                                |                                                                                   |
| 2024-2025        | 17   | 65   | 20,7 | 5° |                                                                                                |                                                                                   |
| Totale           | 2194 | 1920 | 53,3 |    |                                                                                                |                                                                                   |
| Playoffs         | 143  | 166  | 46,3 |    |                                                                                                |                                                                                   |

## Squadra attuale
| \| Pos. \| Num. \| Naz. \| Nome \| Altezza \| Peso \| Data nascita \| Provenienza \| \| ---- \| ---- \| ---- \| ---------------------- \| ------- \| ------ \| ------------ \| ------------------- \| \| AG/C \| 0 \| \| Hendricks, Taylor \| 208 cm \| 98 kg \| 22-11-2003 \| Central Florida \| \| P/G \| 2 \| \| Sexton, Collin \| 188 cm \| 86 kg \| 14-01-1999 \| Alabama \| \| G \| 3 \| \| George, Keyonte \| 193 cm \| 84 kg \| 08-11-2003 \| Baylor \| \| AP \| 5 \| \| Williams, Cody \| 203 cm \| 86 kg \| 20-11-2004 \| Colorado \| \| G \| 11 \| \| Springer, Jaden \| 193 cm \| 93 kg \| 25-09-2002 \| Tennessee \| \| P/G \| 13 \| \| Clayton Jr., Walter \| 188 cm \| 88 kg \| 06-03-2003 \| Florida \| \| P \| 16 \| \| Harkless, Elijah \| 191 cm \| 88 kg \| 03-02-2000 \| UNLV \| \| G \| 17 \| \| Tonje, John \| 196 cm \| 99 kg \| 23-04-2001 \| Winsconsin \| \| AP \| 19 \| \| Bailey, Ace \| 203 cm \| 95 kg \| 13-08-2006 \| Rutgers \| \| C \| 22 \| \| Filipowski, Kyle \| 213 cm \| 113 kg \| 07-10-2003 \| Duke \| \| AG \| 23 \| \| Markkanen, Lauri \| 213 cm \| 109 kg \| 22-05-1997 \| Arizona \| \| C \| 24 \| \| Kessler, Walker \| 216 cm \| 111 kg \| 26-07-2001 \| Auburn \| \| C \| 25 \| \| Potter, Micah \| 208 cm \| 112 kg \| 06-04-1998 \| Wisconsin \| \| AP \| 28 \| \| Sensabaugh, Brice \| 198 cm \| 107 kg \| 30-10-2003 \| Ohio State \| \| G \| 33 \| \| Juzang, Johnny (TW) \| 198 cm \| 95 kg \| 17-05-2001 \| UCLA \| \| C \| 34 \| \| Tshiebwe, Oscar \| 203 cm \| 116 kg \| 27-11-1999 \| Kentucky \| \| AP \| 99 \| \| Martin, Kenyon \| 198 cm \| 98 kg \| 06-01-2001 \| Sierra Canyon \| \| AG \| \| \| Anderson, Kyle \| 206 cm \| 104 kg \| 20-09-1993 \| UCLA \| \| AG/C \| \| \| Love, Kevin \| 203 cm \| 113 kg \| 07-09-1988 \| UCLA \| \| G \| \| \| Collier, Isaiah \| 193 cm \| 95 kg \| 08-10-2004 \| Southern California \| \| G/AP \| \| \| Mykhailiuk, Sviatoslav \| 201 cm \| 93 kg \| 10-06-1997 \| Kansas \| \| AG \| \| \| Niang, Georges \| 201 cm \| 104 kg \| 17-05-1993 \| Iowa State \| | Allenatore - Will Hardy Assistente/i - Bryan Bailey - Alex Jensen - Dell Demps - Vince Legarza - Sergi Oliva - Lamar Skeeter Legenda - (C) Capitano - (FA) Free agent - (S) Sospeso - (TW) Contratto Two-way - (GL) Assegnato a squadra G League affiliata - Infortunato Roster • Transazioni · Ultima transazione: 10 luglio 2025 |                                             |                        |         |        |              |                     |
| Pos. | Num. | Naz.                                        | Nome                   | Altezza | Peso   | Data nascita | Provenienza         |
| AG/C | 0 | Stati Uniti (bandiera)                      | Hendricks, Taylor      | 208 cm  | 98 kg  | 22-11-2003   | Central Florida     |
| P/G | 2 | Stati Uniti (bandiera)                      | Sexton, Collin         | 188 cm  | 86 kg  | 14-01-1999   | Alabama             |
| G | 3 | Stati Uniti (bandiera)                      | George, Keyonte        | 193 cm  | 84 kg  | 08-11-2003   | Baylor              |
| AP | 5 | Stati Uniti (bandiera)                      | Williams, Cody         | 203 cm  | 86 kg  | 20-11-2004   | Colorado            |
| G | 11 | Stati Uniti (bandiera)                      | Springer, Jaden        | 193 cm  | 93 kg  | 25-09-2002   | Tennessee           |
| P/G | 13 | Stati Uniti (bandiera)                      | Clayton Jr., Walter    | 188 cm  | 88 kg  | 06-03-2003   | Florida             |
| P | 16 | Stati Uniti (bandiera)                      | Harkless, Elijah       | 191 cm  | 88 kg  | 03-02-2000   | UNLV                |
| G | 17 | Stati Uniti (bandiera)                      | Tonje, John            | 196 cm  | 99 kg  | 23-04-2001   | Winsconsin          |
| AP | 19 | Stati Uniti (bandiera)                      | Bailey, Ace            | 203 cm  | 95 kg  | 13-08-2006   | Rutgers             |
| C | 22 | Stati Uniti (bandiera)                      | Filipowski, Kyle       | 213 cm  | 113 kg | 07-10-2003   | Duke                |
| AG | 23 | Finlandia (bandiera)                        | Markkanen, Lauri       | 213 cm  | 109 kg | 22-05-1997   | Arizona             |
| C | 24 | Stati Uniti (bandiera)                      | Kessler, Walker        | 216 cm  | 111 kg | 26-07-2001   | Auburn              |
| C | 25 | Stati Uniti (bandiera)                      | Potter, Micah          | 208 cm  | 112 kg | 06-04-1998   | Wisconsin           |
| AP | 28 | Stati Uniti (bandiera)                      | Sensabaugh, Brice      | 198 cm  | 107 kg | 30-10-2003   | Ohio State          |
| G | 33 | Stati Uniti (bandiera)                      | Juzang, Johnny (TW)    | 198 cm  | 95 kg  | 17-05-2001   | UCLA                |
| C | 34 | RD del Congo (bandiera)                     | Tshiebwe, Oscar        | 203 cm  | 116 kg | 27-11-1999   | Kentucky            |
| AP | 99 | Stati Uniti (bandiera)                      | Martin, Kenyon         | 198 cm  | 98 kg  | 06-01-2001   | Sierra Canyon       |
| AG | | Cina (bandiera)                             | Anderson, Kyle         | 206 cm  | 104 kg | 20-09-1993   | UCLA                |
| AG/C | | Stati Uniti (bandiera)                      | Love, Kevin            | 203 cm  | 113 kg | 07-09-1988   | UCLA                |
| G | | Stati Uniti (bandiera)                      | Collier, Isaiah        | 193 cm  | 95 kg  | 08-10-2004   | Southern California |
| G/AP | | Ucraina (bandiera)                          | Mykhailiuk, Sviatoslav | 201 cm  | 93 kg  | 10-06-1997   | Kansas              |
| AG | | Stati Uniti (bandiera) · Senegal (bandiera) | Niang, Georges         | 201 cm  | 104 kg | 17-05-1993   | Iowa State          |

## Allenatori
| Legenda | Legenda                                                     |
| ------- | ----------------------------------------------------------- |
| PA      | Partite allenate                                            |
| V       | Vittorie                                                    |
| S       | Sconfitte                                                   |
| V%      | Percentuale di vittorie                                     |
|         | Ha trascorso l'intera sua carriera da allenatore con i Jazz |
|         | Eletto nella Basketball Hall of Fame                        |

Note: Statistiche aggiornate a fine stagione 2022-2023.
| New Orleans Jazz |                       |           |      |      |     |      |     |    |     |      |                                  |        |
| 1                | Scotty Robertson      | 1974      | 15   | 1    | 14  | .067 | —   | —  | —   | —    |                                  | [ 56 ] |
| 2                | Elgin Baylor          | 1974      | 1    | 0    | 1   | .000 | —   | —  | —   | —    |                                  | [ 57 ] |
| 3                | Butch van Breda Kolff | 1974–1977 | 174  | 74   | 100 | .425 | —   | —  | —   | —    |                                  | [ 58 ] |
| —                | Elgin Baylor          | 1976–1979 | 220  | 86   | 134 | .391 | —   | —  | —   | —    |                                  | [ 57 ] |
| Utah Jazz        |                       |           |      |      |     |      |     |    |     |      |                                  |        |
| 4                | Tom Nissalke          | 1979–1981 | 184  | 60   | 124 | .326 | —   | —  | —   | —    |                                  | [ 59 ] |
| 5                | Frank Layden          | 1981–1988 | 571  | 277  | 294 | .485 | 41  | 18 | 23  | .439 | 1983–84 Allenatore dell'anno NBA | [ 61 ] |
| 6                | Jerry Sloan           | 1988–2011 | 1809 | 1127 | 682 | .623 | 196 | 96 | 100 | .490 |                                  | [ 62 ] |
| 7                | Tyrone Corbin         | 2011–2014 | 258  | 112  | 146 | .434 | 4   | 0  | 4   | .000 |                                  | [ 63 ] |
| 8                | Quin Snyder           | 2014–2022 | 636  | 372  | 264 | .585 | 51  | 21 | 30  | .412 |                                  | [ 64 ] |
| 9                | Will Hardy            | 2022–     | 82   | 37   | 45  | .451 | —   | —  | —   | —    |                                  |        |

## Palmarès
|                      | Titoli | Anni                                                                                                |
| Titoli di Conference | 2      | 1997, 1998                                                                                          |
| Titoli di Division   | 11     | 1983-84, 1988-89, 1991-92, 1996-97, 1997-98, 1999-2000, 2006-07, 2007-08, 2016-17, 2020-21, 2021-22 |

## Cestisti

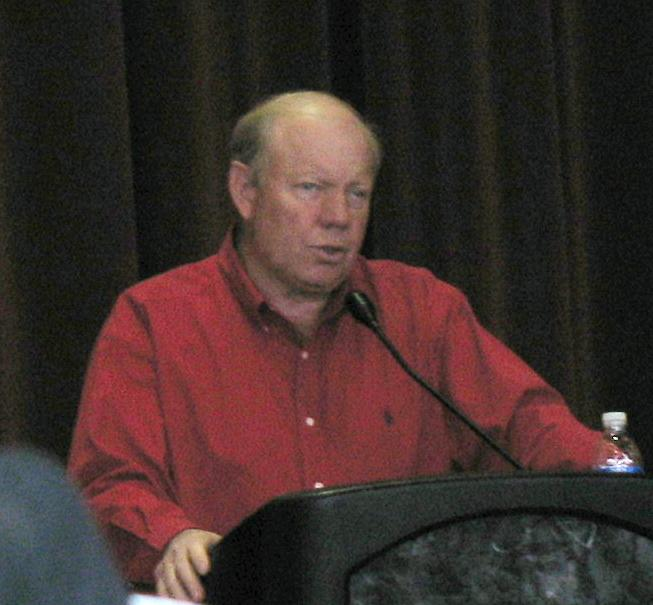
Larry H. Miller

### Membri della Basketball Hall of Fame
| Membri Utah Jazz nella Basketball Hall of Fame | Membri Utah Jazz nella Basketball Hall of Fame | Membri Utah Jazz nella Basketball Hall of Fame | Membri Utah Jazz nella Basketball Hall of Fame | Membri Utah Jazz nella Basketball Hall of Fame |
| Giocatori                                      | Giocatori                                      | Giocatori                                      | Giocatori                                      | Giocatori                                      |
| Num.                                           | Nome                                           | Ruolo                                          | Stagione/i                                     | Introdotto                                     |
| ---------------------------------------------- | ---------------------------------------------- | ---------------------------------------------- | ---------------------------------------------- | ---------------------------------------------- |
| 7 44                                           | Pete Maravich                                  | P                                              | 1974–1980                                      | 1987                                           |
| 8                                              | Walt Bellamy                                   | C                                              | 1974                                           | 1993                                           |
| 25                                             | Gail Goodrich                                  | P                                              | 1976–1979                                      | 1996                                           |
| 4                                              | Adrian Dantley                                 | G/AP                                           | 1979–1986                                      | 2008                                           |
| 12                                             | John Stockton                                  | P                                              | 1984–2003                                      | 2009                                           |
| 32                                             | Karl Malone                                    | AG                                             | 1985–2003                                      | 2010                                           |
| 22                                             | Bernard King                                   | AP                                             | 1979–1980                                      | 2013                                           |
| 24                                             | Spencer Haywood                                | AG/C                                           | 1979                                           | 2015                                           |
| Allenatori                                     |                                                |                                                |                                                |                                                |
| Nome                                           | Nome                                           | Ruolo                                          | Stagione/i                                     | Introdotto                                     |
| 1223                                           | Jerry Sloan                                    | Head coach                                     | 1988–2011                                      | 2009                                           |

### Numeri ritirati
| Numeri ritirati Utah Jazz |                   |              |            |                  |
| Num.                      | Giocatore         | Ruolo        | Stagione/i | Giorno ritiro    |
| 1                         | Frank Layden      | Allenatore   | 1981–1988  | 9 dicembre 1988  |
| 4                         | Adrian Dantley    | A            | 1979–1986  | 11 aprile 2007   |
| 7                         | Pete Maravich     | G            | 1974–1979  | 14 dicembre 1985 |
| 9                         | Larry H. Miller   | Proprietario | 1985–2009  | 14 aprile 2010   |
| 12                        | John Stockton     | G            | 1984–2003  | 22 novembre 2004 |
| 14                        | Jeff Hornacek     | G            | 1994–2000  | 19 novembre 2002 |
| 32                        | Karl Malone       | A            | 1985–2003  | 23 marzo 2006    |
| 35                        | Darrell Griffith  | G            | 1980–1991  | 4 dicembre 1993  |
| 53                        | Mark Eaton        | C            | 1982–1993  | 1 marzo 1996     |
| 1223                      | Jerry Sloan       | Allenatore   | 1988–2011  | 31 gennaio 2014  |
|                           | "Hot" Rod Hundley | Telecronista | 1974–2009  | 29 gennaio 2010  |

## Premi individuali
NBA Most Valuable Player Award
- Karl Malone – 1997, 1999

NBA Rookie of the Year Award
- Darrell Griffith – 1981

NBA Defensive Player of the Year Award
- Mark Eaton - 1985, 1989
- Rudy Gobert - 2018, 2019, 2021

NBA Sixth Man of the Year Award
- Jordan Clarkson - 2021

NBA Most Improved Player Award
- Lauri Markkanen - 2023

NBA Coach of the Year Award
- Frank Layden - 1984

NBA Executive of the Year Award
- Frank Layden - 1984

NBA All-Star Game Most Valuable Player Award
- Karl Malone - 1989, 1993
- John Stockton - 1993

J. Walter Kennedy Citizenship Award
- Frank Layden - 1984
- Thurl Bailey - 1989

NBA top scorer
- Pete Maravich - 1977
- Adrian Dantley - 1981, 1984

All-NBA First Team
- Pete Maravich - 1976, 1977
- Karl Malone - 1989, 1990, 1991, 1992, 1993, 1994, 1995, 1996, 1997, 1998, 1999
- John Stockton - 1994, 1995

All-NBA Second Team
- Pete Maravich - 1978
- Adrian Dantley - 1981, 1984
- Karl Malone - 1988, 2000
- John Stockton - 1988, 1989, 1990, 1992, 1993, 1996
- Deron Williams - 2008, 2010
- Rudy Gobert - 2017

All-NBA Third Team
- John Stockton - 1991, 1997, 1999
- Karl Malone - 2001
- Carlos Boozer - 2008
- Rudy Gobert - 2019, 2020, 2021

NBA All-Defensive First Team
- E.C. Coleman - 1977
- Mark Eaton - 1985, 1986, 1989
- Karl Malone - 1997, 1998, 1999
- Andrej Kirilenko - 2006
- Rudy Gobert - 2017, 2018, 2019, 2020, 2021, 2022

NBA All-Defensive Second Team
- Mark Eaton - 1987, 1988
- Karl Malone - 1988
- John Stockton - 1989, 1991, 1992, 1995, 1997
- Andrej Kirilenko - 2004, 2005

NBA Rookie First Team
- Darrell Griffith - 1981
- Thurl Bailey - 1984
- Karl Malone - 1986
- Andrej Kirilenko - 2002
- Deron Williams - 2006
- Trey Burke - 2014
- Donovan Mitchell - 2018
- Walker Kessler - 2023

NBA Rookie Second Team
- Blue Edwards - 1990
- Paul Millsap - 2007
- Derrick Favors - 2011
- Keyonte George - 2024

NBA Three-point Shootout
- Jeff Hornacek - 1998, 2000

NBA Slam Dunk Contest
- Jeremy Evans - 2012
- Donovan Mitchell - 2018

## Il logo e la divisa nella storia

Logo primario, utilizzato dal 1974 al 1979[66]
Logo primario, utilizzato dal 1979 al 1996[66]
Logo primario, utilizzato dal 1996 al 2004[66]
Logo primario, utilizzato dal 2010 al 2016[66]
Logo primario, utilizzato dal 2016 a 2022

| 1974-79 c | 1974-79 t | 1979-09 c | 1979-09 t | 2009-15 c | 2009-15 t | 2009-15 t | 2016-2022 c | 2016-2022 t | 2016-2022 t |

## Leader di franchigia
Grassetto: giocatore ancora attivo ai Jazz. Corsivo: giocatore ancora attivo, non con i Jazz.
Punti segnati (regular season) aggiornati al 28 dicembre 2023
- 1 Karl Malone (36.374)
- 2 John Stockton (19.711)
- 3 Adrian Dantley (13.635)
- 4 Darrell Griffith (12.391)
- 5 Thurl Bailey (9.897)
- 6 Andrei Kirilenko (8.411)
- 7 Pete Maravich (8.324)
- 8 Donovan Mitchell (8.234)
- 9 Gordon Hayward (8.077)
- 10 Rudy Gobert (7.592)

- 11 Deron Williams (7.576)
- 12 Derrick Favors (7.336)
- 13 Mehmet Okur (7.255)
- 14 Rickey Green (6.917)
- 15 Jeff Hornacek (6.848)
- 16 Carlos Boozer (6.821)
- 17 Paul Millsap (6.713)
- 18 Bryon Russell (5.752)
- 19 Matt Harpring (5.640)
- 20 Mark Eaton (5.216)

- 21 Jeff Malone (5.158)
- 22 Joe Ingles (5.094)
- 23 Jordan Clarkson (4.813)
- 24 Al Jefferson (4.089)
- 25 Rich Kelley (4.044)
- 26 Aaron James (3.829)
- 27 Bojan Bogdanović (3.748)
- 28 Alec Burks (3.671)
- 29 Bob Hansen (3.550)
- 30 Jeff Wilkins (3.445)

Altre statistiche (regular season)  aggiornati al 28 dicembre 2023
| Minuti giocati   | Minuti giocati |
| Giocatore        | Minuti         |
| ---------------- | -------------- |
| Karl Malone      | 53.479         |
| John Stockton    | 47.764         |
| Mark Eaton       | 25.169         |
| Darrell Griffith | 21.403         |
| Andrei Kirilenko | 20.989         |
| Thurl Bailey     | 20.523         |
| Rudy Gobert      | 18.301         |
| Adrian Dantley   | 17.899         |
| Rickey Green     | 17.329         |
| Bryon Russell    | 16.443         |

| Rimbalzi         | Rimbalzi |
| Giocatore        | Rimbalzi |
| ---------------- | -------- |
| Karl Malone      | 14.601   |
| Rudy Gobert      | 7.119    |
| Mark Eaton       | 6.939    |
| Derrick Favors   | 4.626    |
| John Stockton    | 4.051    |
| Greg Ostertag    | 3.978    |
| Rich Kelley      | 3.972    |
| Thurl Bailey     | 3.881    |
| Andrei Kirilenko | 3.836    |
| Paul Millsap     | 3.792    |

| Assist           | Assist  |
| Giocatore        | Assists |
| ---------------- | ------- |
| John Stockton    | 15.806  |
| Karl Malone      | 5.085   |
| Rickey Green     | 4.159   |
| Deron Williams   | 4.003   |
| Joe Ingles       | 2.213   |
| Andrei Kirilenko | 1.919   |
| Jeff Hornacek    | 1.895   |
| Pete Maravich    | 1.844   |
| Gordon Hayward   | 1.762   |
| Adrian Dantley   | 1.702   |

| Palle recuperate | Palle recuperate |
| Giocatore        | Recuperi         |
| ---------------- | ---------------- |
| John Stockton    | 3.265            |
| Karl Malone      | 2.035            |
| Rickey Green     | 1.100            |
| Andrei Kirilenko | 960              |
| Darrell Griffith | 931              |
| Bryon Russell    | 728              |
| Jeff Hornacek    | 618              |
| Paul Millsap     | 604              |
| Joe Ingles       | 544              |
| Gordon Hayward   | 527              |

| Stoppate         | Stoppate |
| Giocatore        | Stoppate |
| ---------------- | -------- |
| Mark Eaton       | 3.064    |
| Andrei Kirilenko | 1.380    |
| Rudy Gobert      | 1.357    |
| Greg Ostertag    | 1.253    |
| Karl Malone      | 1.125    |
| Thurl Bailey     | 879      |
| Derrick Favors   | 840      |
| Paul Millsap     | 520      |
| Ben Poquette     | 517      |
| Rich Kelley      | 498      |